# Kicking Bird

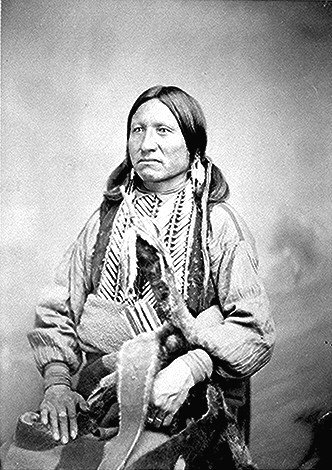
Kicking Bird, Häuptling der Kiowa, 1870

Tene-angop’te („Strampelnder Vogel“, daher im Englischen als Kicking Bird bekannt; auch Wa-toh-konk / Watohkonk – „Schwarzer Adler“ oder im Englischen Black Eagle genannt, * 1835; † 3. Mai 1875) war ein Häuptling der Kiowa. Als Führer der Friedensfraktion unter den Kiowa bemühte er sich um eine friedliche Einigung mit den US-Amerikanern.
Nach dem überraschenden Tod des Oberhäuptlings Dohäsan im Jahr 1866 führte Kicking Bird die Friedenspartei seines Stammes an und wurde dadurch zum Gegenspieler der Häuptlinge Satanta, Satank, Big Tree und des neuen Oberhäuptlings Lone Wolf (Guipago) sowie seines größten stammesinternen Rivalen – des Schamanen und Propheten Maman-Ti, der die treibende spirituelle sowie politische Kraft hinter den kriegsführenden Häuptlingen war.
1872 wurde Kicking Bird von Vertretern der USA zum Oberhäuptling ernannt, allerdings ohne den entsprechenden Rückhalt im eigenen Stamm zu haben.
Nachdem er im Frühjahr 1875 im Namen der US-Regierung 50 Kiowas hatte benennen müssen, die repräsentativ für den gesamten Stamm in die Gefangenschaft nach Florida gehen sollten – hierunter neben mehreren Häuptlingen auch den Schamanen Maman-Ti – verlor er jedes Ansehen in seinem Stamm. Dieser prophezeite Kicking Bird für sein in dessen Augen verräterisches Verhalten gegenüber seinem Stamm einen frühzeitigen, überraschenden Tod. Kurz danach, im Mai 1875, fand man Kicking Bird tatsächlich tot in seinem Tipi auf. Vermutungen besagen, dass er von seinem eigenen Stamm vergiftet wurde. Die Kiowa selber sind überzeugt, dass er vom Schamanen Maman-Ti mit einem Schadenzauber verhext wurde und daher sterben musste; Maman-Ti selbst starb kurz nach Kicking Bird und führte seinen ebenfalls frühen Tod – beide Männer wurden knapp 40 Jahre alt – auf die Anwendung seiner spirituellen „Macht“ als schwarze Magie zurück. Nach Überzeugung des Stammes war er hierdurch vom Schamanen zum Zauberer oder Hexer geworden, der für seinen Stamm nunmehr eine Gefahr darstellte und somit für seine „Verwünschung“ die gerechte Strafe erhalten hatte. Dies ist nachvollziehbar, wenn bedacht wird, dass viele Stämme die Schamanen sowohl achteten als auch fürchteten und falls ein überraschender Tod oder sonstiger Schaden eintrat oder durch den Schamanen nicht verhindert werden konnte, diese als Zauberer oder Hexer betrachteten und oftmals umbrachten.

## Sonstiges
Die US-amerikanische Band Woven Hand hat Kicking Bird auf dem Album Ten Stones ein gleichnamiges Stück gewidmet.
Kicking Bird ist nicht die im Film Der mit dem Wolf tanzt als Strampelnder Vogel (engl.: „Kicking Bird“) dargestellte Person.